# Галка (приток Бакчара)

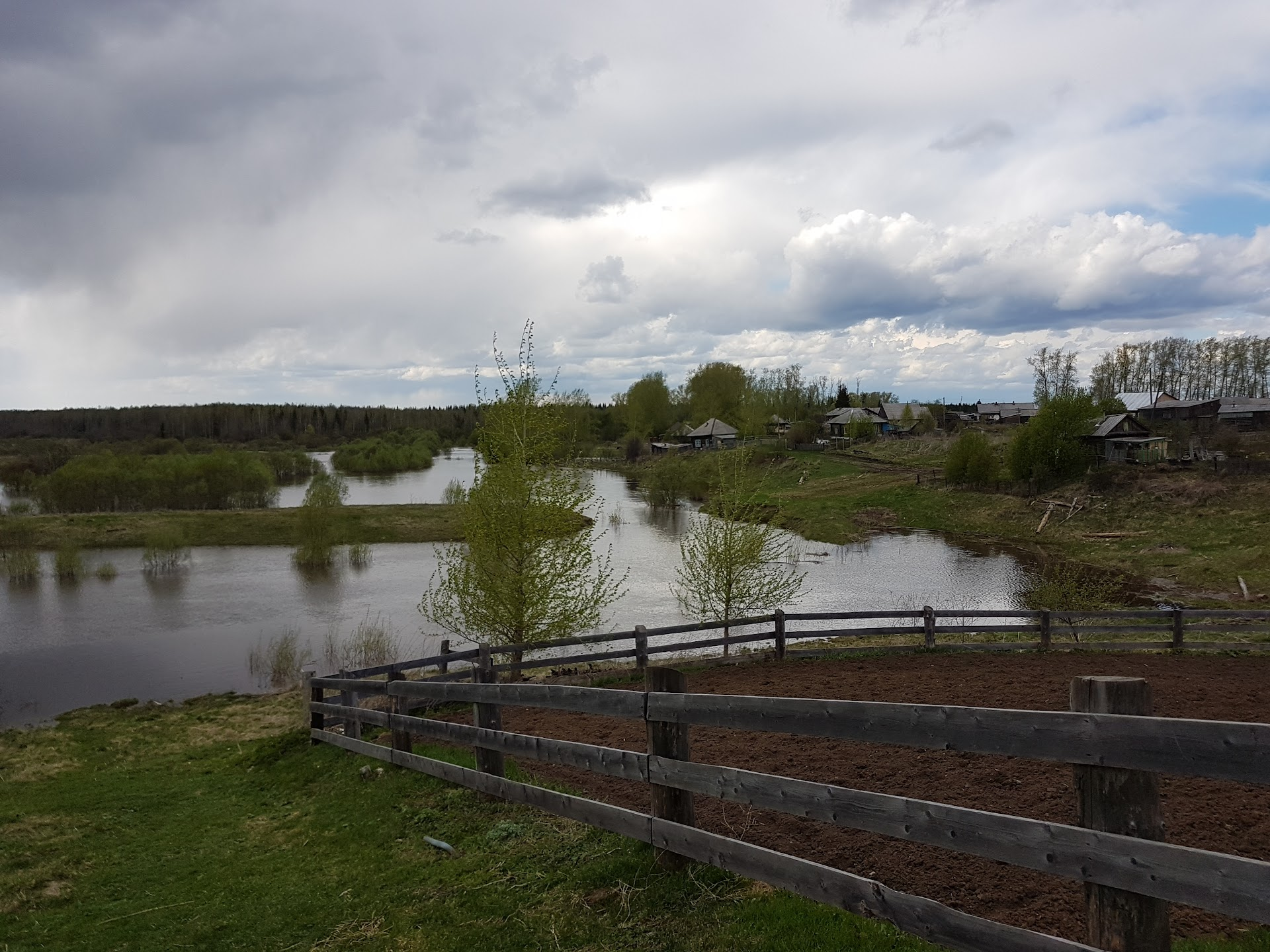
Подход к р. Галка в центре Бакчара

Га́лка (юж.-сельк. Га́лынка) — река в России, протекает по Томской области. Устье реки находится в 132 км по левому берегу реки Бакчар. Длина реки составляет 145 км, площадь водосборного бассейна 1300 км².

## Притоки
- Еловый Ключ (пр)
- Кондратьев Ключ (пр)
- Юдинка (лв)
- Сосновка (пр)
- Еловка (лв)

## Данные водного реестра
По данным государственного водного реестра России относится к Верхнеобскому бассейновому округу, водохозяйственный участок реки — Обь от впадения реки Чулым до впадения реки Кеть, речной подбассейн реки — Чулым. Речной бассейн реки — (Верхняя) Обь до впадения Иртыша.